# Janvier 1915 (guerre mondiale)
décembre 1914 - janvier 1915 - février 1915
- 4 janvier : 
  - Victoire de l’armée russe du Caucase sur les Ottomans à la bataille de Sarıkamış.

- 8 janvier :
  - bataille de Crouy : violents combats au nord de Soissons.

- 13 janvier : 
  - Nomination de Stephan Burián von Rajecz au poste de ministre des affaires étrangères de la double monarchie. Il succède à Leopold Berchtold, hostile à toute concession territoriale dans les négociations visant à garantir la neutralité de l'Italie.

- 18 janvier : 
  - Victoire de l'armée allemande dirigée par Paul Emil von Lettow-Vorbeck sur les troupes britanniques à la bataille de Jassin en Afrique orientale allemande.

- 19 janvier : 
  - Premier bombardement aérien de civils par un zeppelin au Royaume-Uni.
  - Premiers combats de la bataille de l’Hartmannswillerkopf dans les Vosges

- 21 janvier : 
  - Offensive russe dans les Carpates contre les positions austro-hongroises.

- 24 janvier : 
  - Victoire de la flotte britannique près du Dogger Bank sur l’escadre allemande.

- 28 janvier : 
  - Début de la première offensive de Suez, destinée à prendre le contrôle du canal de Suez : en dépit des moyens engagés, les Ottomans ne peuvent percer les défenses britanniques.